# Anthony Perez
Anthony Perez (22 april 1991) is een Frans wielrenner die sinds 2016 voor Cofidis, Solutions Crédits uitkomt. De vader van Perez is van Spaanse afkomst.

## Carrière
In juni 2015 werd Perez achter David Belda en Baptiste Planckaert derde in de eerste etappe van de Tour des Pays de Savoie. Door bonificatieseconden die onderweg werden verzameld mocht Perez een dag later in de leiderstrui starten, die hij echter direct kwijtraakte aan Belda.
In 2016 werd Perez prof bij Cofidis. In zijn eerste profseizoen nam hij onder meer deel aan de Ronde van Oostenrijk en de Ronde van Lombardije.
In mei 2017 won Perez de derde etappe in de Ronde van Luxemburg, waardoor hij naar de tweede plek in het algemeen klassement steeg en de witte leiderstrui van het jongerenklassement overnam van Piet Allegaert. Een dag later ging Xandro Meurisse hem in beide klassementen nog voorbij, waardoor Perez derde werd in het eindklassement en tweede in het jongerenklassement. Later dat jaar won hij een etappe en het puntenklassement in de Ronde van Gévaudan Languedoc-Roussillon.

## Overwinningen
2009
2e etappe Luik-La Gleize (ploegentijdrit)
2017
3e etappe Ronde van Luxemburg
2e etappe Ronde van Gévaudan Languedoc-Roussillon
Puntenklassement Ronde van Gévaudan Languedoc-Roussillon
2018
4e etappe Ronde van Luxemburg
Bergklassement Route d'Occitanie
2020
1e etappe Ronde van de Alpes-Maritimes en de Var
2021
Bergklassement Parijs-Nice
2022
Classic Loire-Atlantique
2023
La Drome Classic

## Resultaten in voornaamste wedstrijden
| Jaar | Ronde van Italië | Ronde van Frankrijk | Ronde van Spanje |
| ---- | ---------------- | ------------------- | ---------------- |
| 2016 |                  |                     |                  |
| 2017 |                  |                     | 80e              |
| 2018 |                  | 85e                 |                  |
| 2019 |                  | 87e                 |                  |
| 2020 |                  | opgave              |                  |
| 2021 |                  | 86e                 |                  |
| 2022 | 88e              | 84e                 |                  |
| 2023 |                  | opgave              |                  |
| 2024 |                  |                     |                  |
| 2025 | 124e             |                     |                  |

| Jaar | Amstel Gold Race | Luik-Bast.‑Luik | Ronde van Lombardije | Waalse Pijl |  | Wereldranglijsten |
| ---- | ---------------- | --------------- | -------------------- | ----------- |  | ----------------- |
| 2016 |                  |                 | opgave               |             |  |                   |
| 2017 |                  | 117e            | opgave               | 144e        |  |                   |
| 2018 |                  | 70e             |                      | 99e         |  | 582e (UWR)        |
| 2019 |                  | 24e             | 57e                  | 59e         |  | 555e (UWR)        |
| 2020 |                  |                 |                      |             |  |                   |
| 2021 | 61e              | 96e             |                      | 78e         |  |                   |
| 2022 |                  | 87e             |                      | 93e         |  |                   |
| 2023 |                  | 112e            |                      | 103e        |  |                   |
| 2024 |                  | opgave          |                      | opgave      |  |                   |
| 2025 |                  |                 |                      |             |  |                   |

## Ploegen
- 2011 –  La Pomme Marseille (stagiair vanaf 1 augustus)
- 2016 –  Cofidis, Solutions Crédits
- 2017 –  Cofidis, Solutions Crédits
- 2018 –  Cofidis, Solutions Crédits
- 2019 –  Cofidis, Solutions Crédits
- 2020 –  Cofidis, Solutions Crédits
- 2021 –  Cofidis
- 2022 –  Cofidis
- 2023 –  Cofidis
- 2024 –  Cofidis
- 2025 –  Cofidis

Ahlstrand · Bagot · N.Bouhanni · R.Bouhanni · Božič · Chetout · Cousin · Edet · Hardy · Hofstetter · Jeannesson · Jõeäär · Laporte · Lemoine · Maté · Molard · Navarro · Perez · Rossetto · Sénéchal · Simon · Soupe · Turgis · Van Staeyen · Vanbilsen · Venturini · Godon (stagiair) · Le Turnier (stagiair)
Bagot · Bonnafond · N. Bouhanni · R. Bouhanni · Chetout · Claeys · Cousin · Edet · Godon · Hofstetter · Laporte · Le Turnier · Lemoine · Maté · Navarro · Perez · Rossetto · Sénéchal · Simon · Soupe · A. Turgis · J. Turgis · Van Genechten · Van Staeyen · Vanbilsen · Venturini · Barceló (stagiair) · Lafay (stagiair) · T. Turgis (stagiair)
Bonnafond · N. Bouhanni · R. Bouhanni · Chetout · Claeys · Edet · Godon · Jesús Herrada · José Herrada · Hofstetter · Lafay · Laporte · Le Turnier · Lemoine · Maté · Navarro · Perez · Rossetto · Simon · Soupe · Teklehaimanot · A. Turgis · J. Turgis · Van Lerberghe · Van Staeyen · Vanbilsen · Morin (stagiair) · Puppio (stagiair) · Skaarseth (stagiair)
Atapuma · Berhane · N. Bouhanni · R. Bouhanni · Chetout · Claeys · Edet · Fortin · Hansen · Jesús Herrada · José Herrada · Hofstetter · Lafay · Laporte · Le Turnier · Lemoine · Maté · Mathis · Morin · Perez · Périchon · Rossetto · Simon · Soupe · Touzé · Van Lerberghe · Vanbilsen · Waeytens · Finé (stagiair) · Leyder (stagiair) · Viviani (stagiair)
Allegaert · Barceló · Berhane · Claeys · Consonni · Edet · Finé · Haas · Hansen · Jesús Herrada · José Herrada · Lafay · Laporte · Le Turnier · Lemoine · Martin · Maté · Mathis · Morin · Perez · Périchon · Rossetto · Sabatini · Touzé · Vanbilsen · Vermote · A. Viviani · E. Viviani  · Prodhomme (stagiair) · Zanoncello (stagiair)
Allegaert · Barceló · Berhane · Bohli · Carvalho · Champion · Consonni · Drucker · Edet · Fernández · Finé · Geschke · Haas · Jesús Herrada · José Herrada · Lafay · Laporte · Martin · Morin · Perez · Périchon · Rochas · Sabatini · Sajnok · Vanbilsen · A. Viviani · E. Viviani · Wallays · Toumire (stagiair) · Zingle (stagiair) · Lebreton (stagiair)
Allegaert · Armée · Bidard · Bohli · Carvalho · Champion · Cimolai · Consonni · Coquard · Delettre · Fernández · Finé · Geschke · Jesús Herrada · José Herrada · Izagirre · Kreder · Lafay · Martin · Perez · Périchon · Renard · Rochas · Sajnok · Thomas · Toumire · Vanbilsen · Villella · Wallays · Walscheid · Zingle · Kolze Changizi (stagiair) · Lecamus-Lambert (stagiair) · Wood (stagiair)
Allegaert · Bidard · Carvalho · Champion · Cimolai · Consonni · Coquard · Delettre · Fernández · Finé · Geschke · Jesús Herrada · José Herrada · Izagirre · Kreder · Lafay · Lastra · Mariault · Martin · Noppe · Perez · Périchon · Renard · Rochas · Thomas · Toumire · Wallays · Walscheid · Wood · Zingle · Gudnitz (stagiair) · Knight (stagiair) · Larmet (stagiair)
Allegaert · Aniołkowski · Champion · Coquard · De Gendt · Debeaumarché · Elissonde · Fernández · Finé · Fretin · Geschke · Gougeard · Hermans · Herrada · G. Izagirre · J. Izagirre · Knight · Lastra · Mahoudo · Mariault · Martin · Noppe · Oldani · Perez · Renard · Robeet · Thomas · Toumire · Wood · Zingle · Coppens (stagiair) · Gruszczynski (stagiair) · Larmet (stagiair)
Allegaert · Aniołkowski · Aranburu · Buchmann · Carr · Coquard · De Gendt · Debeaumarché · Ferron · Finé · Fretin · Herrada · Izagirre · Izquierdo · Knight · Lastra · Maas · Mahoudo · Maisonobe · Moniquet · Oldani · Ourselin · Perez · Renard · Robeet · Samitier · Teuns · Thomas · Toumire · Touzé